# Контейнеровоз класу Universe
Клас Universe — це серія з 6 контейнеровозів, побудованих для COSCO SHIPPING Lines. Кораблі мають максимальну теоретичну місткість 21 237 TEU. Це одні з найбільших контейнеровозів, коли-небудь побудованих, і це був другий клас суден, місткість якого перевищує 21 000 TEU після G-класу OOCL (21 413 TEU). У той час вони також були найбільшими контейнеровозами китайського виробництва.
Кораблі були побудовані компанією Shanghai Waigaoqiao Shipbuilding на верфі Jiangnan у Шанхаї. Спочатку вони були замовлені на 12-річний чартер компанією China Shipping Container Lines (CSCL). У 2016 році відбулося злиття, в результаті якого CSCL і його флот стали частиною COSCO. Це сталося задовго до того, як кораблі були закінчені, і в результаті всі кораблі були доставлені з назвою та кольорами COSCO Shipping.

## Список кораблів
| Корабель                | Номер двору | номер IMO | Доставка         | Статус         | посилання |
| ----------------------- | ----------- | --------- | ---------------- | -------------- | --------- |
| COSCO Shipping Universe | 1416        | 9795610   | 12 червня 2018 р | Експлуатується |           |
| COSCO Shipping Nebula   | 1417        | 9795622   | 23 жовт. 2018 р  | Експлуатується |           |
| COSCO Shipping Galaxy   | 1420        | 9795634   | 18 квітня 2019 р | Експлуатується |           |
| COSCO Shipping Solar    | 1427        | 9795646   | 25 квітня 2019 р | Експлуатується |           |
| COSCO Shipping Star     | 1428        | 9795658   | 27 червня 2019 р | Експлуатується |           |
| COSCO Shipping Planet   | 1429        | 9795660   | 6 вересня 2019 р | Експлуатується |           |